# Möre och Ölands domsaga
Möre och Ölands domsaga var en domkrets med en häradsrätt som bildades 1969 i Kalmar län. 
Häradsrätten och domsagan ingick i domkretsen för Göta hovrätt. Häradsrätten ombildades 1971 till Möre och Ölands tingsrätt med en oförändrad domsaga, förutom de områden som uppgick i Kalmar kommun och Kalmar domsaga.
Endast ett tingslag ingick i domsagan, Möre och Ölands domsagas tingslag.

## Administrativ historik
Domsagan bildades 1969 genom sammanläggning av Södra Möre tingslag, Ölands domsagas tingslag och av Norra Möre och Stranda domsagas tingslag med undantag av Mönsterås köping och Ålems landskommun samt från Östra Värends tingslag Algutsboda socken, Hälleberga socken och Långasjö socken. Häradsrättens kansliplats var Kalmar med tingsplats där i Södra Möres häradsrätts lokal från 1966 och i Borgholm. Häradsrätten ombildades 1971 till Möre och Ölands tingsrätt med oförändrad domsaga förutom de områden som uppgick i Kalmar kommun och Kalmar domsaga.

## Häradshövding
- 1969–70 Liss Eric Björkman